# Sint-Jacobskerk (Aken)
De Sint-Jacobuskerk (Duits: St. Jakobkirche) is een aan de heilige Jacobus gewijde kerk in het centrum van de Duitse stad Aken. Vanuit de domkerk is de Jacobuskerk de eerste halte aan de pelgrimsroute naar Santiago de Compostela.

## Geschiedenis

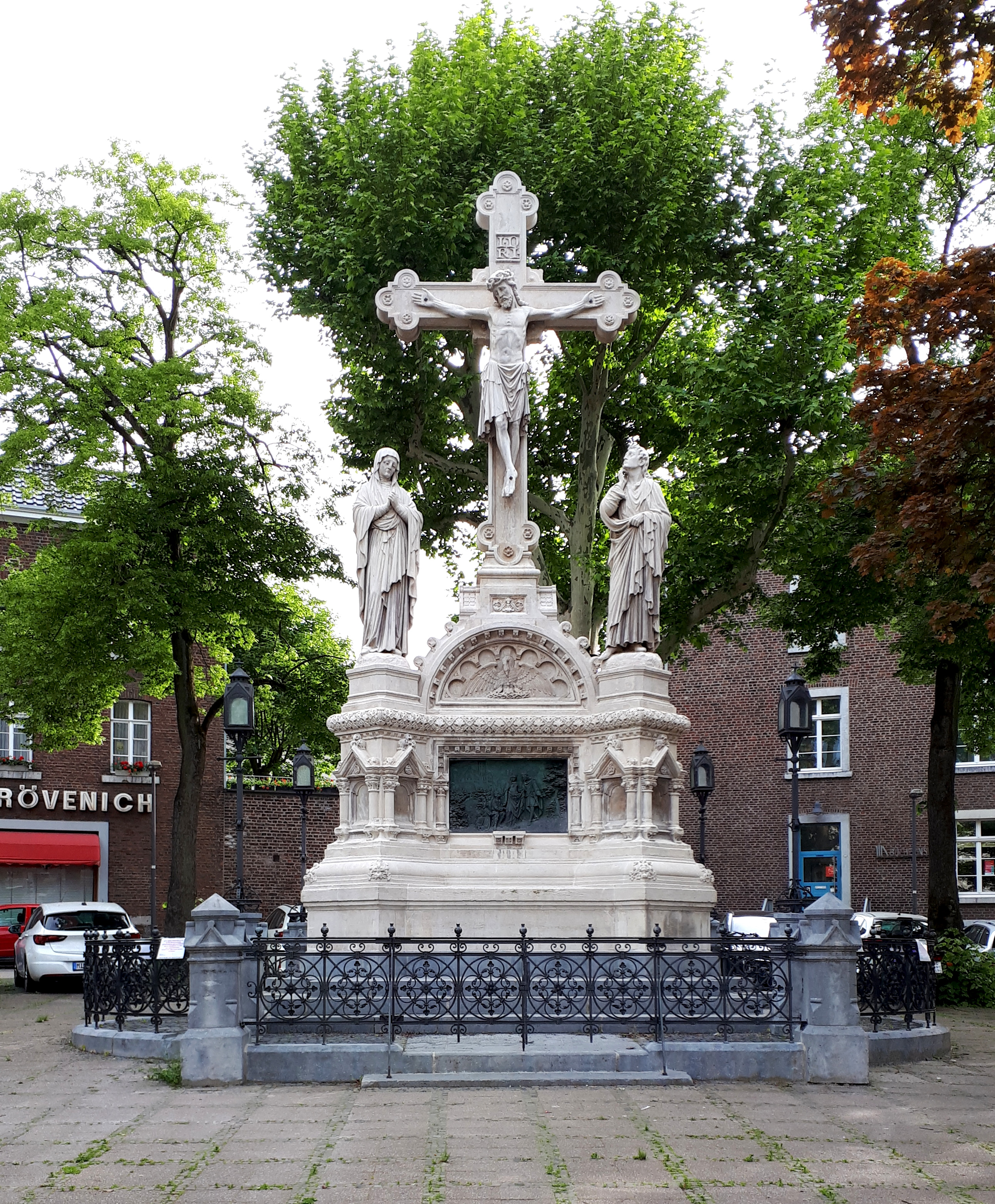
Kruisigingsgroep op de plaats waar vroeger de oude kerk stond

Komend van de dom van Aken was de Jacobuskerk het eerste kerkgebouw, dat de pelgrims aandeden om er te bidden, alvorens ze via Luik, Parijs en Tours de bedevaart naar Santiage de Compostella voortzetten. Gelegen op het hoogste punt van het middeleeuwse Aken vormde de Jakobsplatz een splitsing in de weg, waar de pelgrims konden kiezen voor een omweg naar Santiago de Compostella via de relieken van de heilige Servatius in Maastricht of de kortere weg door de middeleeuwse Jacobspoort.
In de middeleeuwen geloofde men dat Karel de Grote de oude, zeer kleine Jacobuskerk zelf had gesticht. Hier zou hij na zijn terugkeer van de herovering van het Jacobusgraf in Compostella op de Saracenen een kapel voor de apostel hebben laten bouwen. Wegens deze legende gold de kerk als de eerste Duitse Jacobuskerk.
De oorspronkelijke bouw werd in 1885 afgebroken en in de jaren 1877-1886 vervangen door de huidige kerk. De stenen van de oude bouw werd gebruikt voor de bouw van de nieuwe kerktoren, terwijl de kerk werd gebouwd met de stenen van de oude Akense stadsmuur. Aan de plaats van de oude kerk herinnert een in 1893 geplaatste kruisigingsgroep aan de andere kant van de Jakobstraße. Architecten van de neogotische en neoromaanse nieuwbouw waren Heinrich Wiethase en Eduard Lins.
Vanwege de zware verwoestingen tijdens de Tweede Wereldoorlog in de herfst van 1944 werd het interieur tussen 1949 en 1953 wezenlijk vernieuwd. De blauwgroene beschildering van de kerk volgde in de jaren 1973-1974 in het kader van een renovatie van het interieur. Uit deze tijd dateren ook de herinrichting van het koor en het nieuwe tabernakel Consummati in Unum van de kunstenaar Klaus Iserlohe in de koorapsis. De ambo werd eveneens door Klaus Iserlohe ontworpen. Het doopvont werd in 1995 naar het linker transept verplaatst en het koororgel in 1996 opgesteld.
In 2008 werd een grondige restauratie van het dak, de gevel en de 87 meter hoge toren afgesloten.

## Kerkpatronen
Naast de heilige Jacobus heeft de kerk nog drie patronen:
- Sint-Hubertus, stichter en eerste bisschop van het bisdom Luik; de stiftsheren van de dom van Aken, waar de heilige Hubertus werd vereerd, waren vroeger ook in dienst bij de Sint-Jacobuskerk.
- Sint-Quirinus, beschermheilige van de naaldenmakers; in de omgeving van de kerk stonden verschillende naaldfabrieken
- Sint-Gerlach, de Nederlandse kluizenaar uit Houthem, die regelmatig naar Aken zou hebben gepelgrimeerd en tijdens zijn tocht naar de domkerk van Aken bij de Sint-Jacobskerk halt hebben gehouden.

## Interieur
De talrijke schilderijen, beelden en de ramen van het kerkinterieur geven het belang van de Jacobuskerk als pelgrimskerk weer.
- In een  dwarsschip bevindt zich een beeld van een houten Jacobus met de pelgrimsstaf en Jacobsschelp.
- Het raam in het rechter zijschip met de heilige Jacobus dateert uit 1947-1948.
- De voorstelling van Jacobus met pelgrimshoed aan de kansel is een reliëf uit 1884.
- Twee olieverfschilderijen met scènes uit het leven van Jacobus zijn van het vroegere hoogaltaar en bevinden zich tegenwoordig in het linker zijschip.
- In de doopkapel bevindt zich een romaans doopvont van blauwe hardsteen en een geschilderd drieluik dat afkomstig is uit de voormalige leprozenkapel op het landgoed Melaten.
- In de kerk bevindt zich een venster uit 1986 met de voorstelling van de droom van Karel de Grote, waarin hem wordt opgedragen de pelgrimsroute in Spanje veilig te stellen (ontwerp van Erich Charlier, 1986).
- In het linker westelijke transept is het raam met 10 Jacobsschelpen uit 1982 een ontwerp van Irene Rothweiler.
- Het roosvenster in de torenkapel werd eveneens door Irene Rothweiler ontworpen en stelt het Lam Gods in het Hemels Jeruzalem omgeven door apocalyptische ruiters voor. De andere drie vensters van dezelfde ontwerpster op deze plaats geven een tronende Christus, Maria en Michaël in gevecht met de draak weer.

## Klokken
De meer dan 600 jaar oude Jacobusklok, gegoten door Peter van Trier, is elk kwartier te horen. Onder het oude opschrift uit september 1401 zijn vier voorstellingen van de heilige Jacobus met staf en boek aangebracht. De klok is na de verwoesting van de klok van Sint-Petrus in de Tweede Wereldoorlog de oudste klok van Aken. In 1502 werd de Bartholomeüs-klok toegevoegd, die door Gregor van Trier werd gegoten.  Ten slotte goten Franz van Trier en zijn zoon Jacob in 1644 een klok ter ere van de hoogste God,  de heilige Hubertus en Barbara nog een klok die volgens oude rekeningen werd gegoten van het materiaal van een oudere klok.

## Orgel
Het koororgel werd in 1993 door de bouwer Martin Scholz uit Mönchengladbach gebouwd. Het zuiver mechanische instrument bezit 15 registers op twee manualen en pedaal.